# Domenico Barberi
Domenico Barberi (22 de junho de 1792 - 27 de agosto de 1849) foi um teólogo italiano e membro da Congregação Passionista de destaque na divulgação do Catolicismo na Inglaterra. Ele contribuiu para a conversão de John Henry Newman. Em 1963, foi beatificado pelo Papa Paulo VI.

## Nascimento e infância
Barberi nasceu Domenico Giovanni Barberi perto de Viterbo em uma família pobre de fazendeiros italianos em 1792. Seus pais morreram na primeira infância e ele foi criado por seu tio materno, Bartolomeo Pacelli. Quando menino, ele foi empregado para cuidar de ovelhas. Um idoso padre capuchinho ensinou-o a ler. Embora tenha lido todos os livros que pôde obter, ele não teve educação regular.
Quando Napoleão suprimiu as comunidades religiosas nos Estados Papais, Barberi conheceu vários Passionistas que viviam no exílio perto de sua cidade. Barberi fez amizade com esses Passionistas e servia Missa diária com eles.
Quando Barberi foi um dos poucos homens em sua localidade não escolhido para o alistamento militar, ele sentiu que era um sinal de Deus que ele deveria entrar em uma comunidade religiosa. Barberi acreditava ter sido chamado para pregar o Evangelho em terras distantes. Posteriormente, ele afirmaria que havia recebido um chamado específico para pregar ao povo da Inglaterra. Paulo da Cruz, fundador da Congregação Passionista, também tinha grande entusiasmo pela conversão da Inglaterra.

## Passionistas
Barberi foi recebido na Congregação da Paixão em 1814, após o restabelecimento das ordens religiosas nos Estados Papais. Inicialmente, Barberi serviu como irmão leigo, mas uma vez que seus dons extraordinários foram revelados, seu status foi alterado para o de noviço clerical, em uma ruptura extraordinária com os costumes. Durante seus estudos, o brilhantismo de Barberi foi um exemplo para seus colegas estudantes, embora ele freqüentemente tomasse medidas para minimizar sua inteligência. Ele foi ordenado sacerdote em 1º de março de 1818.
Depois de concluir o curso regular de estudos, Barberi ensinou filosofia e teologia aos alunos da congregação como leitor por um período de dez anos, primeiro em Sant'Angelo e depois em Roma. Ele agora vivia no mosteiro dos Santos João e Paulo no Monte Celian. Durante este período, ele produziu muitas obras teológicas e filosóficas. No verão de 1830, ele foi convidado a ajudar um inglês convertido ao catolicismo, Sir Henry Trelawney, no que diz respeito às rubricas da Missa. Por meio desse encontro, Barberi conheceu Ignatius Spencer e influentes católicos ingleses como Ambrose Phillips. Este seria o primeiro passo em uma jornada que acabaria por trazer Barberi para a Inglaterra. Por meio de sua correspondência contínua com essas pessoas, as esperanças de Barberi quanto à conversão da Inglaterra foram mantidas vivas.
Barberi na época ocupava na Itália os cargos de reitor, consultor provincial e provincial, e cumpria com habilidade as funções desses cargos. Ao mesmo tempo, ele constantemente deu missões e retiros, sempre ciente de sua esperança de viajar e pregar na Inglaterra. Em 1830, quando tinha trinta e oito anos, Barberi foi escolhido para estabelecer um novo mosteiro em Lucca. Em 1839, o Capítulo Geral Passionista se reuniu e discutiu a possibilidade de fazer uma fundação na Inglaterra. Finalmente, em janeiro de 1840, as negociações foram concluídas com relação a uma fundação Passionista em Ere, perto de Tournai, na Bélgica, os superiores, cientes da vocação singular de Barberi para a Inglaterra, apesar de sua idade e doença, enviaram Barberi para ser superior da missão belga.

## Fundações na Bélgica e Inglaterra
O primeiro retiro Passionista na Bélgica foi fundado em Ere em junho de 1840. Na chegada à Bélgica, o bispo local ficou tão impressionado com a aparência plebeia de Barberi que foi submetido a um intenso exame em teologia moral antes de ser autorizado a ouvir confissões. A vida na Bélgica trouxe muitos problemas para os Passionistas; um dos Irmãos adoeceu, a comunidade estava em extrema pobreza e Barberi tinha poucas palavras em francês. O espírito de Barberi cresceu para a ocasião e logo a comunidade estava florescendo e até Barberi gozava de boa saúde.
Em setembro, Barberi recebeu uma carta do Bispo Wiseman, o chefe da missão inglesa, convidando Barberi a iniciar uma fundação Passionista na Inglaterra em Aston Hall. Barberi, com a permissão do Passionista Geral, visitou o local em novembro de 1840, embora Ignatius Spencer avisou Barberi que a situação na Inglaterra significaria que este não seria um momento favorável para fazer tal fundação. Barberi partiu para a Inglaterra mais uma vez em outubro de 1841, onde foi saudado com olhares e suspeitas, não apenas como um padre católico, mas pela estranha vestimenta do hábito passionista. J. Brodrick S.J., em seu trabalho sobre a "Segunda Primavera" do Catolicismo na Inglaterra, diz sobre a chegada de Barberi: "A segunda primavera não começou quando Newman foi convertido nem quando a hierarquia foi restaurada. Começou em um desolado dia de outubro de 1841, quando um pequeno padre italiano em trajes cômicos desceu a prancha de um navio em Folkestone. "
Depois de muitos meses de espera no Oscott College, Barberi finalmente garantiu a posse do Aston Hall em Staffordshire em fevereiro de 1842, após 28 anos de esforços, estabelecendo assim os Passionistas na Inglaterra. A recepção inicial de Barberi e seus companheiros Passionistas foi menos que acolhedora. Os católicos locais temiam que a chegada desses recém-chegados causasse novas perseguições. Barberi também foi ridicularizado: suas tentativas de ler orações em inglês foram recebidas com o riso de sua congregação. No entanto, a comunidade aumentou em número. À medida que o povo de Aston passou a conhecer Barberi, eles ficaram apaixonados por ele e Barberi logo começou a receber um fluxo constante de convertidos. Um centro também foi estabelecido na vizinha Stone, onde Barberi também rezava Missa e pregava para a população local.
A oposição a Barberi também esteve presente em Stone, onde em suas idas ao centro de Missas, jovens locais atiravam pedras nele, embora dois jovens tenham tomado a decisão de se tornarem católicos quando ficaram muito edificados ao ver Barberi beijar cada pedra que o atingia e coloque-o no bolso. Durante muitos desses ataques frequentes, Barberi quase não escapou da morte. Os ministros protestantes locais costumavam dar palestras e sermões anticatólicos para afastar o povo de Barberi e dos católicos. Wilson registra como um desses ministros seguiu Barberi por uma rua gritando vários argumentos contra a transubstanciação, Barberi ficou em silêncio, mas quando o homem estava prestes a se desligar, Barberi retrucou: "Jesus Cristo disse sobre os elementos consagrados:" Este é o meu corpo. "Você diz," Não. Não é o seu corpo! "Quem sou eu para acreditar? Prefiro acreditar em Jesus Cristo."
Os convertidos aumentaram em Stone, tanto que uma nova igreja teve que ser construída. Foi em Aston, porém, que em 10 de junho de 1844 a primeira procissão de Corpus Christi foi realizada nas Ilhas Britânicas, um evento que atraiu milhares de católicos e protestantes. Barberi passou então a visitar outras paróquias e comunidades religiosas para pregar, tais "missões", como eram chamadas, fazendo com que a reputação de Barberi se tornasse amplamente conhecida. Freqüentemente ocorreram nas cidades industriais do norte da Inglaterra, como Manchester, Liverpool e Birmingham.

## Conversão de Newman

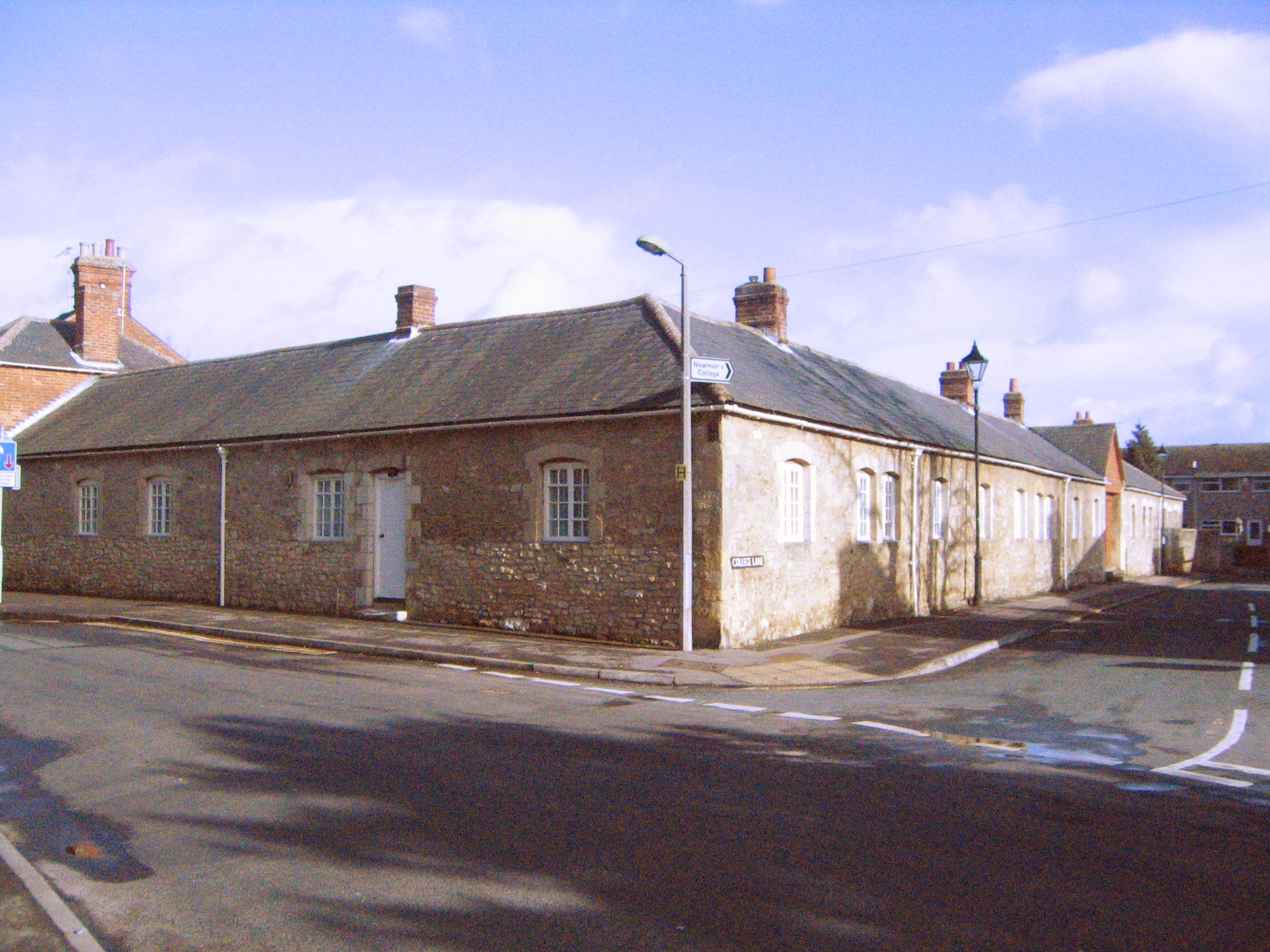
The College, Littlemore, onde Barberi recebeu Newman na Igreja

Enquanto na Itália e mais tarde na Bélgica, Barberi sempre manteve um grande interesse no Movimento de Oxford. Em 1841, uma carta de John Dobree Dalgairns apareceu em L'Univers explicando a posição do partido da Alta Igreja Anglicana. Barberi decidiu responder a esta carta na crença equivocada de que representava as opiniões de todo o corpo docente da Universidade de Oxford. (Dalgairns era um estudante de graduação quando escreveu a carta.) A "Carta aos Professores Universitários em Oxford" de Barberi descreve suas longas esperanças pela conversão da Inglaterra e sua crença de que os homens de Oxford seriam fundamentais para tal conversão. A carta, com a ajuda de Ignatius Spencer, acabou nas mãos de Dalgairns, que morava com John Henry Newman em Littlemore. Barberi repudiou a alegação anglicana de que os 39 artigos poderiam ser interpretados à luz católica. Em sua correspondência contínua, Dalgairns e Barberi debateram a posição católica e Dalgairns pediu cópias de Passionist Rule e de Dominic 'The Lament of England'. Por fim, Dalgairns foi recebido na Igreja Católica por Barberi em Aston em setembro de 1845.
Em outubro do mesmo ano, Barberi visitou Littlemore, onde Newman lhe fez sua confissão. Newman relata em sua "Apologia" como Barberi chegou encharcado pela chuva e se secando no fogo quando Newman se ajoelhou e pediu para ser recebido na Igreja Católica. Este evento é marcado por uma escultura na Igreja Católica do Bem-aventurado Dominic Barberi em Littlemore. Dois dos companheiros de Newman em Littlemore também foram recebidos, e Barberi celebrou a Missa para eles na manhã seguinte. Posteriormente, Newman e Barberi sempre tomaram nota das carreiras um do outro.

## Trabalho adicional e morte

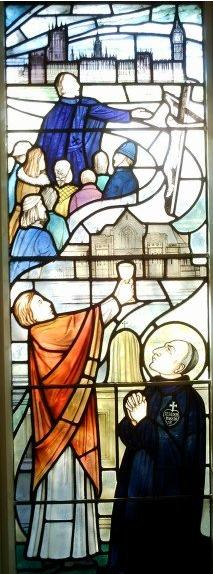
Janela do Santuário do Abençoado Dominic

A comunidade de Aston ganhou 15 membros religiosos. Em 1846, uma nova fundação foi feita em Woodchester, em Gloucestershire, e em 1848 os Passionistas chegaram a Londres. Nos últimos anos de sua vida, Barberi se envolveu em negociações para a fundação do Retiro de St Anne, em Sutton, onde hoje está enterrado. Em 1847, George Spencer, amigo de longa data de Barberi, foi recebido na Congregação da Paixão. Ao longo desse tempo, Barberi cumpriu seus deveres em missões de pregação e liderando as fundações inglesas e belgas.
Uma história contada sobre Barberi nessa época exemplifica o senso de humor. Enquanto visitava um convento de freiras que instruía muitos conversos, alguns deles homens, Barberi foi informado de que algumas das irmãs estavam preocupadas em ensinar aos homens. Barberi retrucou: "Não tenham medo, irmãs. Vocês estão muito velhos e muito feios. " As Irmãs gostaram tanto do humor de Barberi que registraram o incidente em seus arquivos.
Esse trabalho inevitavelmente afetou a saúde de Barberi e, a partir de 1847, ele insistiu que sua vida estava quase no fim. Ele havia pregado vários retiros, tanto sozinho quanto com Spencer, tanto na Inglaterra quanto na Irlanda. Em 27 de agosto de 1849, Barberi estava viajando de Paddington, Londres para Woodchester, quando em Pangbourne sofreu um ataque cardíaco. Porque em Londres "a cólera era então prevalecente", não havia hotéis que o acolheriam, e por isso decidiu-se trazê-lo de volta a Reading  (na Railway Tavern, mais tarde o Duke of Edinburgh Hotel, agora demolido ) O trem ascendente chegou mais de uma hora depois, enquanto "ele permanecia em grande agonia, mas em paz e com a 'Tua vontade' sempre em seus lábios".
Barberi foi enterrado na Igreja de St Anne, St Helens, Merseyside, que também é o santuário de Elizabeth Prout e Ignatius Spencer. Durante a Missa celebrada na "Igreja do Santuário do Bem-aventurado Domingos de Santa Ana e do Bem-aventurado Domingos", dois meses antes do 50º aniversário da beatificação, o Arcebispo Bernard Longley explicou porque acreditava que o "Bem-aventurado Domenico" era um patrono ideal para o Ano da Fé, que funcionou até 24 de novembro. Barberi também foi declarado patrono do Ano da Fé da Arquidiocese de Birmingham.

## Beatificação e legado
Barberi foi beatificado pelo Papa Paulo VI em 1963, durante o Concílio Vaticano II.
Barberi é mais lembrado por sua participação na conversão de Newman, mas também é homenageado por seu trabalho nos esforços para retornar a Inglaterra à fé católica no século XIX. Em seus anos na Inglaterra, Barberi estabeleceu três igrejas e várias capelas, pregou inúmeras missões e recebeu centenas de convertidos, não apenas Newman, mas outros como Spencer e Dalgairns.
Uma relíquia de Barberi foi dada a Monsenhor Keith Newton, Ordinário do Ordinariato Pessoal de Nossa Senhora de Walsingham, para que o ordinariato fosse mantido na Igreja Nossa Senhora da Assunção, Warwick Street.

## Obras literárias

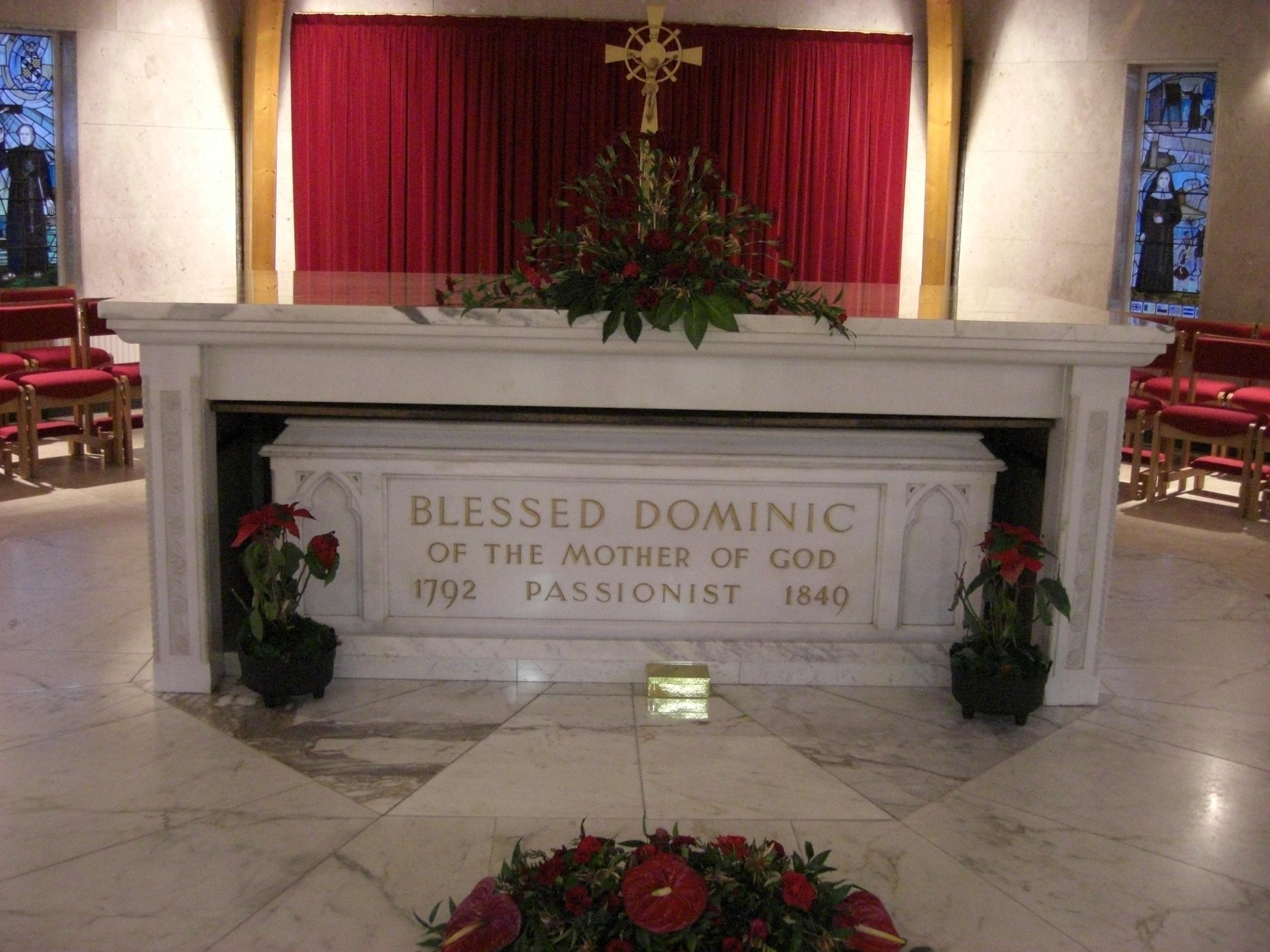
O santuário do Beato Dominic Barberi

Entre as obras de Barberi estão cursos de filosofia e teologia moral; um volume sobre a Paixão de Nosso Senhor; uma obra para freiras sobre as Dores da Virgem Maria, "Divina Paraninfa"; uma refutação de Lamennais; três séries de sermões; e várias obras controversas e ascéticas. Uma das obras mais famosas de Barberi foi sua 'Lamentation of England', em que ele usou as palavras do Profeta Jeremias para expressar as lamentações dos católicos ingleses.